# Tyler Werry
Tyler Werry (* 22. Oktober 1991) ist ein ehemaliger kanadischer Skirennfahrer. Er war vor allem in den Disziplinen Abfahrt und Super-G erfolgreich.

## Biografie
Werry bestritt seine ersten FIS-Rennen ab dem Winter 2006. Er startete erstmals im Nor-Am Cup in der Saison 2007/08. Es dauerte drei Jahre, bis er sich erstmals in den Punkterängen platzieren konnte. Dies gelang ihm mit Rang 27 am 14. Dezember 2009 im Riesenslalom von Panorama. Seine erste Podiumsplatzierung in dieser Rennserie verzeichnete Werry im März 2013: Beim Super-G in Nakiska belegte er hinter Morgan Pridy Rang zwei. In den folgenden Jahren feierte Werry einige Erfolge im Nor-Am Cup.
Am 8. Dezember 2013 debütierte er im alpinen Skiweltcup, wobei er sich im Riesenslalom von Beaver Creek nicht für den zweiten Durchgang qualifizieren konnte. Seine beste Platzierung im Skiweltcup war ein 26. Platz in der Kombination von Wengen am 16. Januar 2015. In der Saison 2016/17 des Nor-Am Cups entschied er die Abfahrts-Disziplinenwertung für sich.
Obwohl Werry einige Siege auf kontinentaler Ebene feiern konnte, konnte er im Weltcup nie Fuß fassen und so beendete er nach der Saison 2018/19 seine Karriere.

## Erfolge

### Weltcup
- 1 Platzierung unter den besten 30

### Weltcupwertungen
| Saison  | Gesamt | Gesamt | Kombination | Kombination |
| Saison  | Platz  | Punkte | Platz       | Punkte      |
| ------- | ------ | ------ | ----------- | ----------- |
| 2014/15 | 145.   | 5      | 39.         | 5           |

### Nor-Am Cup
- Saison 2012/13: 5. Super-G-Wertung
- Saison 2013/14: 3. Gesamtwertung, 1. Super-G-Wertung, 4. Riesenslalomwertung, 2. Kombinationswertung
- Saison 2014/15: 2. Gesamtwertung, 1. Abfahrtswertung, 3. Super-G-Wertung, 6. Kombinationswertung
- Saison 2015/16: 4. Gesamtwertung, 7. Abfahrtswertung, 2. Super-G-Wertung, 4. Kombinationswertung
- Saison 2016/17: 10. Gesamtwertung, 1. Abfahrtswertung, 3. Kombinationswertung
- 19 Podestplätze, davon 10 Siege:

| Datum             | Ort               | Land               | Disziplin         |
| ----------------- | ----------------- | ------------------ | ----------------- |
| 13. Dezember 2013 | Copper Mountain   | Kanada             | Super-G           |
| 10. Dezember 2014 | Lake Louise       | Kanada             | Abfahrt           |
| 11. Dezember 2014 | Lake Louise       | Kanada             | Abfahrt           |
| 19. März 2015     | Sugarloaf         | Vereinigte Staaten | Super-G           |
| 20. März 2015     | Waterville Valley | Vereinigte Staaten | Riesenslalom      |
| 12. Dezember 2015 | Panorama          | Kanada             | Super-G           |
| 14. März 2016     | Aspen             | Vereinigte Staaten | Super-G           |
| 8. Dezember 2016  | Lake Louise       | Kanada             | Abfahrt           |
| 6. Februar 2017   | Copper Mountain   | Kanada             | Abfahrt           |
| 11. Februar 2017  | Copper Mountain   | Kanada             | Super-Kombination |

### Juniorenweltmeisterschaften
- Megève 2010: 40. Abfahrt
- Crans-Montana 2011: 17. Abfahrt, 47. Super-G

### Weitere Erfolge
- 9 Siege bei FIS-Rennen
- 3 kanadische Meistertitel: Riesenslalom 2014, Abfahrt 2017, Super-G 2017